# Проєкт TRON
TRON (англ. The Real-time Operating system Nucleus) — проєкт ядра операційної системи реального часу, розпочатий професором Кеном Сакамурою з Токійського університету у 1984-му році. Один з варіантів TRON, а саме проєкт ITRON, широко використовувався у промисловості Японії у 1990-2000-х роках. Починаючи з 2015 року, розробка і координація проєкту ведеться в рамках TRON Forum.

## Історія
Офіційний старт проєкту відбувся у 1984 році. Наступного, 1985 року, корпорація NEC анонсувала першу реалізацію ITRON, засновану на специфікації ITRON/86. Ще через рік, у 1986-му, було засновано TRON Kyogikai (асоціацію TRON), фірма Hitachi анонсувала реалізацію ITRON на базі специфікації ITRON/68K, і відбувся перший симпозіум TRON. У 1987 році Fujitsu анонсувала реалізацію ITRON за специфікацією ITRON/MMU, а фірма Mitsubishi Electric — систему ITRON на основі дизайну ITRON/32. Того ж року Hitachi представила 32-розрядний мікропроцесор Gmicro/200, дизайн якого базувався на специфікації TRON/VLSI.
У 2004 році міський голова Токіо Сінтаро Ісіхара згадував:«TRON було одного разу майже знищено за вказівкою колишнього міністра міжнародної торгівлі і промисловості Хасімото, через те, що він тоді перебував під тиском з боку Сполучених Штатів».
Ця інформація підтверджується статтею на сайті, присвяченому проєктові TRON, де згадується лобіювання Microsoft проти TRON. В результаті виникла загроза так званого «Super-301» (повна зупинка імпорту, з посиланням на статтю 301 амер. англ. Omnibus Trade and Competitiveness Act of 1988) проти будь-якого продукту, що мав стосунок до TRON. Через таку загрозу багато фірм зупинили всі розробки для проєкту TRON, побоюючись втратити експорт до Сполучених Штатів.

## Архітектура
Архітектура TRON визначає «набір інтерфейсів і ключових елементів дизайну» для створення ядра операційної системи. Це дозволяє різним компаніям створювати власні версії TRON, які працюватимуть на різних процесорних архітектурах.
Специфікація TRON загальнодоступна. Реалізація (тобто програмний код системи) може бути як відкритою, так і комерційною, за рішенням розробника.
Фреймворк TRON визначає повну архітектуру для різних варіантів системи:
- ITRON (англ. Industrial TRON): архітектура ОС реального часу для вбудовуваних систем. Це найбільш популярна архітектура TRON
  - JTRON (англ. Java TRON): різновид ITRON, що дозволяє використання платформи Java
- BTRON (англ. Business TRON): ОС для персональних комп'ютерів, робочих станцій, PDA
- CTRON (англ. Central and Communications TRON): для мейнфреймів, цифрових комутаторів
- MTRON (Macro TRON): архітектура зв'язку між різними компонентами TRON
- STRON (Silicon TRON): архітектура апаратної реалізації ядра ОС реального часу[8]

### Кодування символів
Проєкт TRON визначає власне кодування символів (TRON Code), схоже на Unicode, але несумісне з ним.